# 黃煥如
黃煥如（1904年1月16日—1987年6月12日），以字行。湖北省蒲圻縣人。民國39年（1950年）在漢口市選區遞補當選第一屆立法委員

## 生平[3][4][5]
- 湖北高工機械科畢業
- 湖北法科大學政治經濟系畢業
- 國民政府軍事委員會華中軍事特派員及政治特派員公署秘書長
- 中國國民黨湖北省黨部鄂北黨務指導員
- 中國國民黨漢口特別市黨部委員兼書記長
- 中國國民黨漢口特別市黨部主任委員
- 漢口市參議會副議長
- 漢口法學院教授兼常務校董
- 湖北中山日報總編輯
- 華中日報常務董事兼副社長
- 漢口新民報社務委員
- 民國76年6月12日病逝[6]